# Liste markanter und alter Baumexemplare in Mecklenburg-Vorpommern
Markante und alte Bäume in Mecklenburg-Vorpommern haben meist ein Alter zwischen 300 und 600 Jahren. Viele Dörfer haben sogenannte tausendjährige Eichen oder Linden, die bei näherer Untersuchung diesen Anspruch meist nicht erfüllen. Die Altersdaten beruhen meist auf Schätzung oder Überlieferung, nur wenige einzelne Bäume sind anhand von Quellen oder Kernbohrung verlässlich altersbestimmt (siehe auch Altersbestimmung von Bäumen). Darüber hinaus existieren einige Bäume, die schon deshalb besonders interessant sind, weil sie das älteste bekannt gewordene Exemplar einer Art oder das größte jemals bekannt gewordene Exemplar darstellen.
Siehe auch Kategorie Einzelbaum in Mecklenburg-Vorpommern.
| Bild                           | Name                               | Gattung/Art | Stamm- umfang | Höhe (m)  | ungefähres Alter (Jahre)     | Ort                                     | Landkreis                   | Besonderheiten |
| ------------------------------ | ---------------------------------- | ----------- | ------------- | --------- | ---------------------------- | --------------------------------------- | --------------------------- | --- |
| weitere Bilder                 | Dorflinde in Speck                 | Winterlinde | 9,50 m        |           | 400–800                      | Speck Gemeinde Kargow Lage              | Mecklenburgische Seenplatte | |
| BW                             | Eibe am Pfarrhaus Jabel            | Eiben       | 4,67 m        |           | 250–300                      | Jabel am Pfarrhaus Lage                 | Mecklenburgische Seenplatte | |
| Glockenlinde Walkendorf (2008) | Glockenlinde Walkendorf            | Sommerlinde | 9,49 m        |           | 400–700                      | Walkendorf Lage                         | Rostock                     | |
| weitere Bilder                 | Ivenacker Eichen                   | Eiche       |               |           | 1000 (1×); 500–800 (mehrere) | bei Ivenack Lage                        | Mecklenburgische Seenplatte | Es handelt sich um einen alten Hutewald als Park und Gehege; die stärkste Stieleiche wurde am 2. Juli 2025 zum Nationalerbe-Baum ausgezeichnet. |
| Kirchlinde Zurow (2014)        | Kirchlinde Zurow                   | Linde       | 9,03 m        |           | 650–900                      | Zurow Lage                              | Nordwestmecklenburg         | |
| weitere Bilder                 | Kroneiche am Forsthaus Hagen       | Stieleiche  | 10,15 m       | 25 m      | 500–700                      | Röbel am Forsthaus Hagen Lage           | Mecklenburgische Seenplatte | Der Baum steht südlich von Groß Kelle an der Straße nach Leizen-Minzow und wurde am 22. April 2023 zum Nationalerbe-Baum erklärt.               |
| weitere Bilder                 | Polchower Linde                    | Sommerlinde | 14,40 m       | ≈20 m     | ≈800                         | Polchow neben der Kirche Lage           | Rostock                     | Die Linde erhielt im Mai 2022 als erster Baum Mecklenburg-Vorpommerns die Auszeichnung zum Nationalerbe-Baum.                                   |
| weitere Bilder                 | Reinberger Linde                   | Linde       | 10,50 m       |           | 500–800                      | Reinberg Lage                           | Vorpommern-Rügen            | |
| weitere Bilder                 | Schäferbuche bei Dobbin (sterbend) | Buche       | 8,50 m        |           | 300                          | bei Dobbin Gemeinde Dobbin-Linstow Lage | Rostock                     | am Feldweg von Dobbin nach Neu Dobbin |
| BW                             | Schöne Eiche bei Pinnow            | Eiche       | 8,63 m        |           | 350–400                      | bei Pinnow Gemeinde Breesen Lage        | Mecklenburgische Seenplatte | eine der beiden „Schönsten Eichen Deutschlands“                                                                                                 |
| weitere Bilder                 | Sockeleiche in Suckow              | Eiche       | 6,50 m        | über 20 m | 700                          | Großsteingrab bei Suckow Lage           | Vorpommern-Greifswald       | 30 m breite Krone; steht auf einem Hügelgrab aus der Bronzezeit                                                                                 |
| weitere Bilder                 | Stubbendorfer Wildapfelbaum        | Wildapfel   | 4,5 m         |           | 400–500                      | Kölzower Chaussee bei Stubbendorf       | Rostock                     | ältester Wildapfelbaum Deutschlands 2007 auseinandergebrochen – treibt noch aus                                                                 |